# Palawanvliegenvanger
De palawanvliegenvanger (Ficedula platenae) is een zangvogel uit de familie van vliegenvangers (Muscicapidae).

## Verspreiding en leefgebied
Hij is inheems in de Filipijnen op Palawan en omringende eilanden. De palawanvliegenvanger is een bewoner van primair regenwoud in laagland en heuvelland tot hoogstens 650 m boven de zeespiegel. Het leefgebied bestaat uit vooral de ondergroei en geboomte en struiken uit de laagste regionen van het bos, tot 10 m boven de grond, met een voorkeur voor ondergroei van bamboe en rotan. Hoewel er ook waarnemingen zijn in aangetast, secundair bos, wijst veel erop dat deze vogel slecht bestand is tegen veranderingen in het leefgebied. Anderzijds is de vogel lastig te observeren en wordt daardoor mogelijk onderschat.

## Status
Echter, het leefgebied op Palawan is relatief klein en wordt bedreigd door versnippering als gevolg van mijnexploitatie, ontbossing en ook illegale houtkap. De populatie neemt snel in aantal af en  wordt geschat op 6.000 tot 15.000 volwassen individuen. Daarom staat deze vliegenvanger als kwetsbaar op de Rode Lijst van de IUCN.